# Ctibor Kovač
Ctibor Kovač (31. května 1919, Banská Bystrica, Československo ₋ 30. srpna 1992, Bratislava, Československo) byl slovenský režisér, scenárista a dramaturg.
Kovač studoval na SVŠT v Bratislavě. Roku 1940 byl zatčen a vězněn v Bratislavě, Zvolenu a Banské Bystrici. Po vypuknutí Slovenského národního povstání byl redaktorem a hlasatelem Svobodného Slovenského vysílače v Banské Bystrici. V letech 1945-1955 pracoval jako režisér Československého rozhlasu v Bratislavě, od roku 1955 byl dramaturg a režisér Studia krátkých filmů v Bratislavě, v 80. letech 20. století jeho ředitel. V dokumentární tvorbě se věnoval převážně publicistice. Kovač byl autorem několika audiovizuálních programů pro muzeum památníku SNP v Banské Bystrici a pro Bratislavský hrad. Byl také režisérem hraného středometrážního filmu Sahin (1967) a dlouhometrážního filmu Ne (1978) podle scénáře Paľa Bielika.